# بوبي كامينغ
بوبي كامينغ (بالإنجليزية: Bobby Cumming)‏ هو لاعب كرة قدم بريطاني، ولد في 7 ديسمبر 1955 في أردري ‏ في المملكة المتحدة. لعب مع غريمسبي تاون ولينكولن سيتي أف سي ونادي ألبيون روفرز.